# Đoàn Thanh niên Yêu nước Xã hội chủ nghĩa
Đoàn Thanh niên Yêu nước Xã hội chủ nghĩa là đoàn thể thanh niên hợp pháp duy nhất tại Bắc Triều Tiên. Đây được coi như lực lượng dự bị của Đảng Lao động Triều Tiên, dưới sự chỉ đạo trực tiếp của Trung ương Đảng Lao động Triều Tiên. Thiếu niên dưới 15 tuổi có thể gia nhập Đội thiếu niên tiền phong, là một phần của tổ chức Đoàn Thiếu niên Triều Tiên lớn hơn. Đoàn được xây dụng mô phỏng theo Komsomol của Liên Xô, bao gồm tất cả người Triêu Tiên trong độ tuổi từ 15 đến 30, mặc dù những phụ nữ đã kết hôn lựa chọn trở thành bà nội trợ được chuyển đến Hội Liên hiệp Phụ nữ Xã hội chủ nghĩa. Các thành viên Đảng Lao động Triều Tiên đều xuất thân từ tổ chức này.

## Lịch sử
Đoàn được thành lập bởi Kim Il-sung ngày 17 tháng 1 năm 1946 với tên gọi Đoàn Thanh niên Dân chủ Bắc Triều Tiên (북조선민주청년동맹). Nó trở thành tổ chức thanh niên nòng cốt của Đảng Lao động Bắc Triều Tiên, sau này là Đảng Lao động Triều Tiên. Sau đó nó được đổi tên thành Đoàn Thanh niên Dân chủ Triều Tiên. Tuy nhiên, trong giai đoạn chuẩn bị thành lập nước Cộng hòa Dân chủ Nhân dân Triều Tiên và Chiến tranh Triều Tiên, lực lượng này bị phân hóa thành nhiều tổ chức với nhiều xu hướng khác nhau, một số phái thậm chí quay sang ủng hộ nội các Lý Thừa Vãn. Năm 1961 nó được tái cơ cấu và đổi tên thành Đoàn Thanh niên Lao động Xã hội chủ nghĩa Triều Tiên (사회주의로동청년동맹), một thời kì ngắn sáp nhập với các đoàn thể phụ nữ và tôn giáo Năm 1996 nhân kỉ niệm 50 năm thành lập, Đồng Minh được đổi danh xưng thành Đoàn Thanh niên Xã hội chủ nghĩa Kim Nhật Thành (김일성주의로동청년동맹) viết tắt: KSYL.
Ngày 4 tháng 1 năm 2007, tại Bình Nhưỡng, Kim Song-chol, Bí thư thứ nhất của Ủy ban Nhân dân thành phố Bình Nhưỡng của KSYL đã có bài phát biểu tại một cuộc biểu tình rầm rộ, với các quan chức chính phủ cấp cao khác, ca ngợi Songun. Trong bài phát biểu, Kim Song-chol nói rằng đất nước nên củng cố "quân đoàn bất tử" và tạo ra một "đội thanh niên tiên phong trung thành theo tư tưởng Songun của Đảng".
Cuộc họp toàn thể lần thứ 47 của Ủy ban Trung ương của KSYL đã được tổ chức, tại Bình Nhưỡng, vào ngày 22 tháng 3 năm 2012. Tại cuộc họp, cựu Bí thư thứ nhất Ri Yong-chol đã thôi giữ chức vụ do tuổi của ông và Jon Yong-nam được bầu vào bài.
Gần đây, Choe Ryong-hae đã thay thế các quan chức quân sự bằng các thành viên của KSYL.
Tại đại hội IX vào tháng 8/2016, Đoàn Thanh niên Xã hội Chủ nghĩa Kim Il-sung được đổi tên thành Đoàn Thanh niên Kim Nhật Thành-Kim Chính Nhật (김일성김정일주의청년동맹).
Tại Đại hội lần thứ 10 được tổ chức vào ngày 27–29 tháng 4 năm 2021, hội nghị toàn thể của Đoàn Thanh niên Kim Nhật Thành-Kim Chính Nhật đã thống nhất đổi tên thành Đoàn Thanh niên Yêu nước Xã hội chủ nghĩa, với mục đích phản ánh bản chất là lực lượng dự bị cho công cuộc xây dựng xã hội chủ nghĩa.

## Nhiệm vụ
Trong chính phủ, Đoàn Thanh niên điều phối chính sách thanh niên quốc gia của Bắc Triều Tiên cùng với các bộ phục vụ thanh thiếu niên khác, như Bộ Giáo dục. đóng một vai trò quan trọng trong việc hoạch định, thực hiện và đánh giá chính sách thanh niên quốc gia và đóng vai trò là nền tảng thanh niên quốc gia để liên kết cả các tổ chức và hoạt động liên quan đến thanh niên của chính phủ và tổ chức phi chính phủ trong chính sách thanh niên. Đoàn Thanh niên là cơ sở đào tạo tổ chức tư tưởng và tổ chức quan trọng nhất, với các chi nhánh và chi bộ ở bất cứ nơi nào có các tổ chức đảng thường xuyên. "Các tổ chức Đoàn tồn tại trong quân đội, các nhà máy, hợp tác xã nông nghiệp, trường học ổ chức văn hóa và cơ quan chính phủ."
Phong trào thanh thiếu niên chuyển trọng tâm sau cái chết của Kim Il-sung và mở rộng sự truyền bá ý thức hệ của mình để bao gồm "những thành tựu cách mạng" của Kim Jong-il và sự "sáng chói" của Songun.
Đoàn Thanh niên bằng cách hạn chế văn hóa tư tưởng và các nhóm có tổ chức của tất cả thanh niên, theo dõi mọi thay đổi trong cách suy nghĩ của xã hội có thể xảy ra với sự thay đổi của các thế hệ. Nó cũng tổ chức cho tất cả thanh niên tham gia tích cực vào sản xuất, xây dựng và quân sự. dịch vụ. Đoàn đóng vai trò quan trọng trong việc hạn chế bất kỳ hình thức nhóm hoặc hành động đối lập nào trong giới trẻ Bắc Triều Tiên ", theo Ken E. Gause.
Tờ báo, cơ quan ngôn luận chính thức của nó là Chongnyon Jonwi. Nó cũng có một đội bóng, Hwaebul Sports Club.

### Duy trì Lữ đoàn Trật tự xã hội
Các Đoàn viên thực hiện kiểm tra tại chỗ để xem người Bắc Triều Tiên có duy trì sự trong sạch về ý thức hệ hay không, chẳng hạn như đeo huy hiệu Kim Il-sung hoặc không mặc áo phông có chữ.